# Лишафай, Пётр Иванович
Пётр Иванович Лишафай (1913—2004) — подполковник Советской Армии, участник Великой Отечественной войны, Герой Советского Союза (1945).

## Биография
Пётр Лишафай родился 22 августа 1913 года в селе Березна (ныне — посёлок в Менском районе Черниговской области Украины). После окончания пяти классов школы работал инструктором в районном отделе связи. В ноябре 1935 года Лишафай был призван на службу в Рабоче-крестьянскую Красную Армию. В 1939 году он окончил курсы младших лейтенантов, в 1949 году — курсы «Выстрел». С июня того же года — на фронтах Великой Отечественной войны. В боях был трижды ранен.
К январю 1945 года майор Пётр Лишафай командовал батальоном 89-го стрелкового полка 23-й стрелковой дивизии 61-й армии 1-го Белорусского фронта. Отличился во время освобождения Польши. 13-14 января 1945 года батальон Лишафая прорвал немецкую оборону с Магнушевского плацдарма и, дойдя до Пилицы, переправился через неё в районе населённого пункта Дембноволя, освободив его. Противник предпринял несколько контратак, но батальон успешно отразил их, нанеся ему большие потери.
Указом Президиума Верховного Совета СССР от 24 марта 1945 года за «мужество и героизм, проявленные при форсировании реки Пилица и удержании плацдарма на её западном берегу» майор Пётр Лишафай был удостоен высокого звания Героя Советского Союза с вручением ордена Ленина и медали «Золотая Звезда» за номером 5693.
После окончания войны Лишафай продолжил службу в Советской Армии. В марте 1957 года в звании подполковника он был уволен в запас. Проживал в Чернигове. Умер 4 марта 2004 года, похоронен на Яцевском кладбище Чернигова.
Был также награждён орденами Красного Знамени и Александра Невского, двумя орденами Отечественной войны 1-й степени, орденом Красной Звезды, рядом медалей.